# Universal Audio Architecture
Die Universelle Audio-Architektur (Universal Audio Architecture – UAA) geht auf eine Initiative von Microsoft aus dem Jahr 2002 zurück. Es wurde versucht, einen Standardisierungsansatz zu etablieren für die Hardware- und Treiber-Klassen-Architekturen der Audiogeräte in modernen Microsoft Windows-Betriebssystemen. Drei verschiedene Audio-Geräte-Klassen wurde standardmäßig unterstützt: USB, IEEE 1394 (auch als Apple FireWire oder Sony iLink bezeichnet) und Intel High Definition Audio, welches PCI und PCI-Express unterstützt.